# الیوت نیوجنت
الیوت نیوجنت (انگلیسی: Elliott Nugent؛ ‏ ۲۰ سپتامبر ۱۸۹۶ – ۹ اوت ۱۹۸۰) هنرپیشه، کارگردان، نویسنده و نمایش‌نامه‌نویس اهل ایالات متحده آمریکا بود.

## گزیدهٔ فیلم‌شناسی
- نه آن‌قدر احمق (۱۹۳۰)
- عشق (فیلم ۱۹۳۰) (۱۹۳۰)
- شوهر وفادار (۱۹۳۱)
- او مرا دوست ندارد (فیلم ۱۹۳۴) (۱۹۳۴)
- مواظب باش پروفسور (۱۹۳۸)
- به دلت بد نیار (۱۹۳۹)
- گربه و قناری (فیلم ۱۹۳۹) (۱۹۳۹)
- حیوان نر (۱۹۴۲)
- گوی بلورین (۱۹۴۳)
- گتسبی بزرگ (فیلم ۱۹۴۹) (۱۹۴۹)
- فقط برای تو (فیلم) (۱۹۵۲)